# Île des Eyglaudes
L'île des Eyglaudes est une île de la rade de Marseille, faisant partie de l'archipel du Frioul.
Il s'agit de deux gros rochers désertiques.